# 赛宋蓬·丰威汉
賽宋蓬·豐威漢（1956年12月14日—），寮國政治人物，寮國人民革命黨的黨員。前寮國人民革命黨中央委員會總書記凱山·豐威漢之子。 
賽宋蓬·豐威漢早年在中国广西壮族自治区的南宁“六七”学校就读，回国后曾擔任老挝国会副主席、寮國建國陣線中央委員會主席等职务。2021年当选为老挝国会主席。